# 設備システムエネルギー消費係数
設備システムエネルギー消費係数（せつびシステムエネルギーしょうひけいすう、Coefficient of Energy Consumption：CEC）とは建物内設備のエネルギー効率を表す指標である。

## 概要
エネルギー資源の近い将来における枯渇が懸念される中、昭和54年に制定されたエネルギーの使用の合理化等に関する法律、いわゆる省エネ法は、一定規模以上の建築物についてエネルギー効率の算定を求めている。空調設備、換気設備といった設備の種類毎に計算される総称「設備システムエネルギー消費係数」は、年間熱負荷係数(PAL)と共に省エネ性能を判断する根拠となっている。
ただし設備システムエネルギー消費係数の計算方法はかなり複雑煩瑣で、多大な労力を必要とする。このため近年では、いわゆる改正省エネ法によって省エネ性能算定の対象が拡大されるのに合わせて、国土交通省の支援の下、建築環境・省エネルギー機構(IBEC)などの組織が中心になって、空調、熱源、建物形状などの総合的なエネルギー消費量を簡便に算出できるプログラム「BEST（ビルディング・エナジー・シミュレーション・ツール）」も開発されている。

## 設備システムエネルギー消費係数の種類
- 空調エネルギー消費係数：CEC/AC

CEC/AC=年間空調消費エネルギー量(MJ/年)/年間仮想空調負荷(MJ/年)
- 換気エネルギー消費係数：CEC/V

CEC/V=年間換気消費エネルギー量(MJ/年)/年間仮想換気消費エネルギー量(MJ/年)
- 照明エネルギー消費係数：CEC/L

CEC/L=年間照明消費エネルギー量(MJ/年)/年間仮想照明消費エネルギー量(MJ/年)
- 給湯エネルギー消費係数：CEC/HW

CEC/HW=年間給湯消費エネルギー量(MJ/年)/年間仮想給湯負荷(MJ/年)
- エレベーターエネルギー消費係数：CEC/EV

CEC/EV=年間エレベーター消費エネルギー量(MJ/年)/年間仮想エレベーター消費エネルギー量(MJ/年)